# Hanselberghütte
Die Hanselberghütte, auch Hanslberghütte, oder Ludwig-Hanisch-Hütte, ist eine unbewirtschaftete Schutzhütte der Sektion Regensburg des Deutschen Alpenvereins auf 344 m ü. NHN in Bayern (Deutschland).

## Lage
Das Selbstversorgerhaus liegt in einem Natura-2000-Gebiet in den Donauhängen über dem Ort Oberndorf (Gemeinde Bad Abbach, Kreis Kelheim) zwischen Matting und dem Hauptort von Bad Abbach an der oberpfälzisch-niederbayerischen Grenze und verfügt über 11 Schlafplätze und eine Stube mit rund 20–24 Plätzen. Strom und fließendes Wasser ist nicht vorhanden.

## Geschichte
Die Hanselberghütte wurde 1926 erbaut. Initiator des Baus war der damalige erste Vorsitzende Oberingenieur Ludwig Hanisch. Ihm zu Ehren erhielt die Hütte auch den Namen Ludwig-Hanisch-Hütte. In der Festschrift zum 125-jährigen Jubiläum der Sektion Regensburg steht:

„Er ist die Seele des Baues, versteht es aber, die Jugend so anzuregen, daß sie der Meinung ist, das Haus sei allein ihr Werk.“

Hanisch selbst hat die Hütte entworfen. Der Ingenieur plante den Bau der neun Meter hohen Hütte, die rund 70 Meter über der Donau liegt, und setzte sein Vorhaben mit Hilfe der von ihm fünf Jahre zuvor gegründeten Jugendgruppe um. In der Festschrift ist zu lesen:

„Jeder Stein, der für den Hüttenbau notwendig war, jedes Stück Kalk, der Zement, jeder Balken, jedes Brett, jedes einzelne Stück der schmucken Einrichtung mußte mühselig von Hand zu Hand, die 70 m Steilung hinauf geschleppt, um zum Ganzen geformt und eingepaßt zu werden. Aber die Freude an dem werdenden Werk ließ die beschwerliche Arbeit auf einmal nicht mehr so schwer erscheinen.“

Die Hütte verfügt über zwei verschieden hoch gelegene Eingänge und stützt sich auf eine 65 bis 75 cm starke Bruchsteinmauer. Um das erste Stockwerk herum läuft eine Galerie.
Die Gemeinde Oberndorf überließ der Sektion 16 Dezimal Grund zum Preise von 40,- RM. Am 10. Oktober 1926 konnte die Jugendgruppe die Hütteneinweihung feiern. Ludwig Hanisch übergab auf dieser Feier die Hütte der Jugend, mit den Worten:

„Das ist Eure Hütte, Ihr habt sie Euch selbst geschaffen, erhaltet sie, bewahrt den guten Geist der Kameradschaft und bleibt treu Euren Jugendführern, treu dem Alpenverein, Eurer Heimat und dem Vaterland!“

In den 1930er Jahren wird die Hanselberghütte Zeugnis eines dunklen Kapitels des Alpenvereins. In der Masterarbeit einer Regensburger Kulturwissenschaftsstudentin mit dem Thema Alpenvereinskultur: von Hüttenbau bis Hitlerjugend wird unter anderem ein mit „Jude!“ überschmierter Eintrag ins Hüttenbuch der Hanselberghütte genannt und die Geschichte der Sektion Regensburg in der NS-Zeit aufgearbeitet.